# Bodek Janke

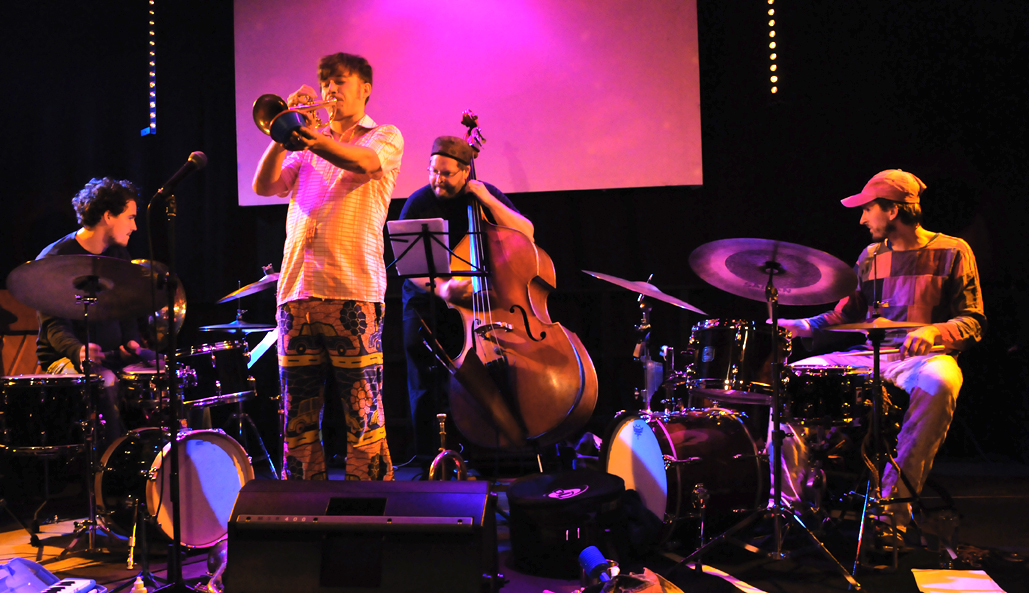
Bodek Janke (rechts) mit (von links) Silvio Morger, Matthias Schriefl und Alexander Morsey im ArTheater Köln 2011
Foto: Gerhard Richter

Bodek Janke (* 1979 in Warschau) ist ein deutscher Schlagzeuger und Tablaspieler des Creative Jazz und der Weltmusik mit polnisch-russischen Wurzeln. Bekannt wurde er durch einige deutsche und internationale Auszeichnungen bei Jazz-Drummer-Wettbewerben.

## Leben und Wirken
Janke, der seit 1982 in Deutschland lebt, stammt aus einem musikalischen Elternhaus: Beide Eltern sind Konzertpianisten. Er lernte zunächst bei seiner Mutter Klavier. Während seiner Schulzeit erhielt er ab 1990 am Badischen Konservatorium Karlsruhe eine Ausbildung auf dem Schlagwerk; später kam noch das Saxophon hinzu. 1992 wurde er bei Jugend musiziert ausgezeichnet, 1996 bei Jugend jazzt. Zwischen 1998 und 2004 studierte er an der Hochschule für Musik Köln bei Michael Küttner und Keith Copeland; hinzu kamen Vibraphonstudien bei Tom van der Geld. Während der Studienzeit war er auch Mitglied im Bundesjazzorchester; seit 2002 tourte er mit seiner Band Didgerission, mit der er auch zwei Alben veröffentlichte. Als Stipendiat des DAAD absolvierte er zwischen 2004 und 2007 ein Master-Studium am City College in New York City; ab 2005 studierte er zugleich Tabla bei Samir Chatterjee. Mit seiner Band TurboPascale trat er 2006 beim Moers Festival auf. 2008 veröffentlichte er das erste Album seiner Weltmusik-Band global.dance.kulture.
Janke arbeitete in unterschiedlichen Projekten mit Olivia Trummer zusammen sowie mit Matthias Schriefl und seinem Jugendfreund Kristjan Randalu, mit dem er gegenwärtig auch im Trio mit Petros Klampanis arbeitet. Zudem gehört er zu Markus Stockhausens Ensemble Eternal Voyage (Eternal Voyage/Live, 2018). Bei Dreyer Gaido erschien 2018 sein Album Song (mit Melissa Mary Ahern, Kristjan Randalu und Philip Donkin sowie Gastmusikern und dem Atom String Quartet); live stellte er dieses Programm mit Shishani Vranckx vor, die auch beim Folgealbum Song2 (2019) als Sängerin einwechselte. Er ist auch auf Alben mit Maria Palatine, Kristjan Randalu, der Schäl Sick Brass Band, Steffen Schorn, Vadim Neselovskyi und der WDR Big Band Köln zu hören. Mit dem Jazztrio East Drive veröffentlichte er bisher vier Alben (Stand 2019).
Janke betreibt weiterhin das Kulturzentrum Przesieka im Riesengebirge.

## Preise und Auszeichnungen
Janke war Preisträger beim 19. International Europe Jazz Contest 1997 in Brüssel. 1998 gewann er das 1. Internationale Drummer Newcomerfestival Aschaffenburg und zwei Jahre später den Best European Musicians Contest beim Drums & Sounds 2000-Festival. 2008 wurde er mit dem Jazzpreis Baden-Württemberg ausgezeichnet; 2010 gewann er beim Neuen Deutschen Jazzpreis den Solistenpreis und auch die International Bucharest Jazz Competition.